# 安德烈費利克斯國家公園
安德烈費利克斯國家公園是中非共和國的國家公園，東北面毗鄰蘇丹的拉多姆國家公園，於1960年成立，佔地1,700平方公里，海拔高度420至1,130米，野生動物有非洲象、獅子、豹、水牛、長頸鹿、鱷魚、鴕鳥、河馬等。